# Скарб (фільм, 1961)
«Скарб» — радянський художній фільм 1961 року, знятий режисером Резо Чхеїдзе на кіностудії «Грузія-фільм».

## Сюжет
Тракторист Саулія, працюючи в нічну зміну, знаходить глечик, наповнений старовиннимим коштовностями. Спочатку герой подолав спокусу розповісти про скарб другові, потім боровся з бажанням показати його дружині. А коли заспокоївся, взяв частину золота та пішов у райцентр. Але там ніхто не зміг купити його, і порадили здати в музей — хай усі дивляться на ці багатства. Прийшов Саулія додому, розповів усе дружині, і отримав по заслугам: Фунду з величезним інтересом вивчила скарби, з презирством подивилася на майбутнього батька своєї дитини, і після бурхливого пояснення пішла з дому. Зрештою, Саулія вирішив здати золото державі, але повернути дружину не зміг.

## У ролях
- Бондо Гогінава — Саулія
- Зейнаб Боцвадзе — Фунду
- Акакій Кванталіані — Отіа
- Іпполіт Хвічія — Никифор
- Зураб Лаферадзе — Точі
- Сосо Абрамішвілі — Симонія
- С. Ергнелі — епізод
- Заза Лебанідзе — епізод
- Андро Мурусідзе — епізод
- Йосип Абрамашвілі — Симон
- Нодар Чхеїдзе — Карамані

## Знімальна група
- Режисер — Резо Чхеїдзе
- Сценарист — Дьомна Шенгелая
- Оператор — Георгій Челідзе
- Композитор — Сулхан Цинцадзе
- Художник — Дмитро Такайшвілі